# Emma Almanza
Emma Almanza González (Chihuahua, 6 agosto 1925 – 21 dicembre 2022) è stata una cestista messicana.

## Carriera
Con il Messico ha disputato i Campionati mondiali del 1957 e due edizioni dei Giochi panamericani (Città del Messico 1955, Chicago 1959).